# Steve Felton
Steve Felton, más conocido como Skinny (Cleveland, Ohio, 6 de diciembre de 1969), es el fundador y baterista de la banda Mushroomhead.

## Carrera
Durante su participación en la banda Hatrix, conoció al cantante Jeffrey Hatrix y luego de hacerse amigos, decidieron formar un nuevo proyecto bajo el nombre de Mushroomhead. La banda se convirtió en prioridad al notar un incremento en su popularidad y Felton decidió ocupar el puesto de baterista, bajo el nombre de Skinny.

## Discografía
Álbumes de estudio
- 1995: Mushroomhead
- 1996: Superbuick
- 1999: M3
- 2001: XX
- 2003: XIII
- 2006: Savior Sorrow
- 2010: Beautiful Stories for Ugly Children
- 2014: The Righteous & the Butterfly